# Pataquers de la URV
Els Pataquers de la URV són una colla castellera universitària fundada a finals del 2007 i que només està composta per membres de la comunitat de la Universitat Rovira i Virgili (URV): estudiants, professors, etc. Així es diferencia de les altres colles castelleres. El seu color de camisa és el taronja. Els assajos de la colla són al local dels Xiquets del Serrallo i també al Campus Catalunya de la URV.

## Història
La colla va ser fundada al 2007 a través d'un correu electrònic que va anar circulant entre els alumnes de la Universitat Rovira i Virgili. Els primers assajos van ser davant de la Facultat de Medicina de la URV, a la Plaça de la Patacada de Reus, d'aquí el nom de la colla.
Els primers castells de sis van arribar un temps després, al 2011. Uns anys més tard, per la seva diada d'hivern l'11 de desembre de 2014, van portar a plaça el seu primer castell de 7, el 3 de 7. La bona feina feta els portaria a fer també el 4 de 7 l'any següent a la diada de primavera dels Arreplegats de la Zona Universitària. Després d'assolir els dos bàsics de set, tot i que sí van tornar a fer el 3 de 7 i el Pilar de 5 de tant en tant, la colla va anar a la baixa i no seria fins al 2019 que tornaria a agafar ritme, que va aturar la pandèmia de COVID-19.
Pataquers va demostrar un bon estat de forma tornant de la pandèmia, descarregant el seu primer 2 de 7 amb folre per la seva diada d'hivern de 2021. Castell que tornarien a fer per segona vegada un any més tard. Aquesta tendència ascendent es veuria culminada al XXVIIè Aniversari d'Arreplegats en forma de pilar de 6 amb folre, el seu millor castell fins aleshores.
La temporada 2023-2024 van demostrar que tenien el 2 de 7 amb folre assegurat completant-lo en diverses ocasions, el 14 de desembre de 2023 van superar-se un cop més i van marcar la millor diada de la seva història amb un 2 de 7 amb folre, 4 de 7 i 3 de 7 que van culminar de nou amb un pilar de 6 amb folre. Van tancar el tram d'hivern a la diada dels Arreplegats de la Zona Universitària de Barcelona.
El 2024 va ser l'any amb més incorporacions de la colla i els va permetre créixer encara més. En la seva primera diada, prèvia a l'inici de la temporada (Diada de Sant Tolomet), van engegar amb un 3 de 7, continuat amb un folre molt matiner (2 de 7 amb folre) i tancant amb el seu primer 9 de 6 descarregat de la seva història. En acabar la diada van aprofitar per fer una prova de 3 de 8 amb folre fins a dosos, castell que varen descarregar a la seva diada del tram d'hivern del mateix any (12/12/2024, local CJXT) posant aixi als Pataquers en la part alta de l'històric de les colles castelleres universitàries.